# مح

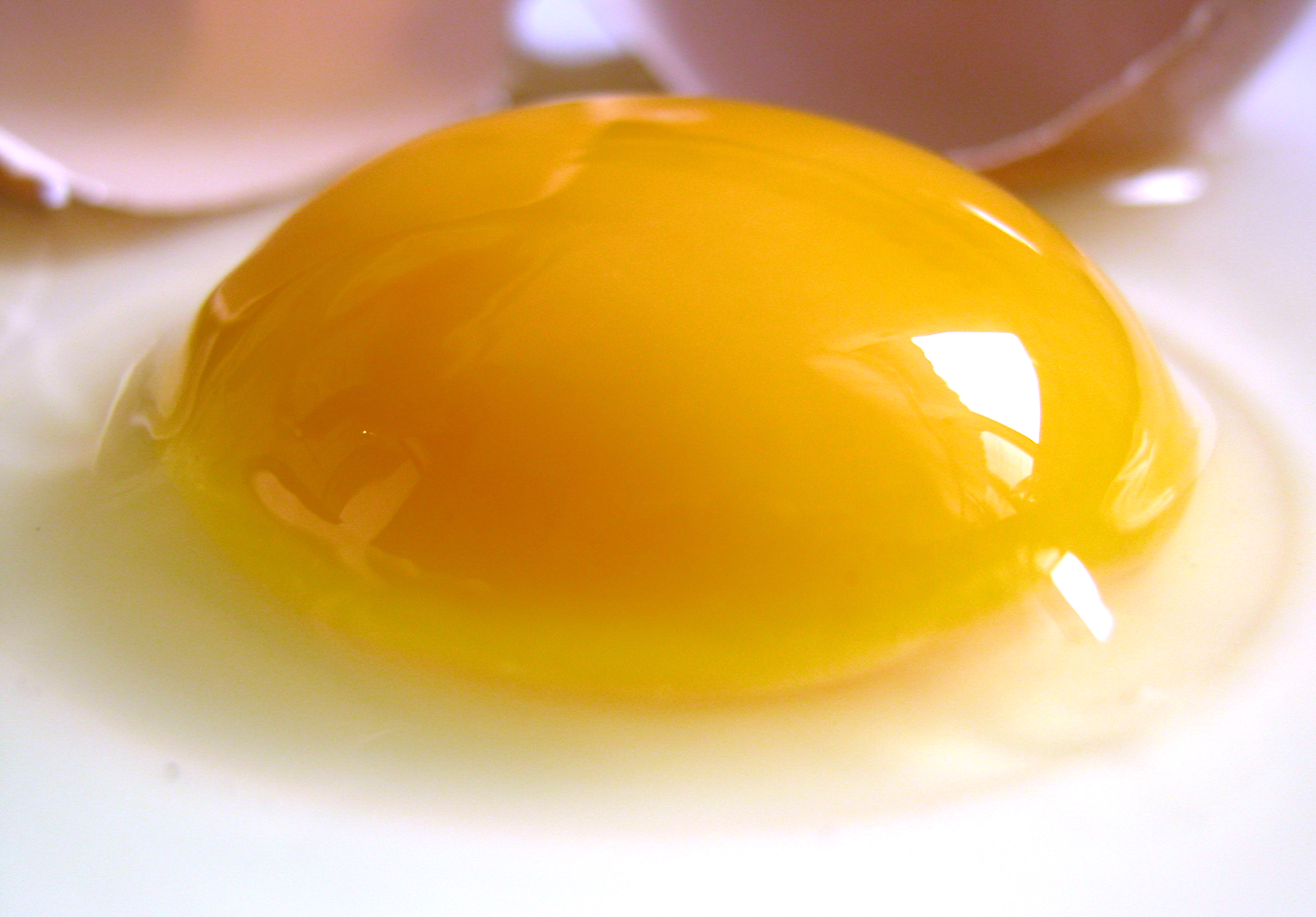

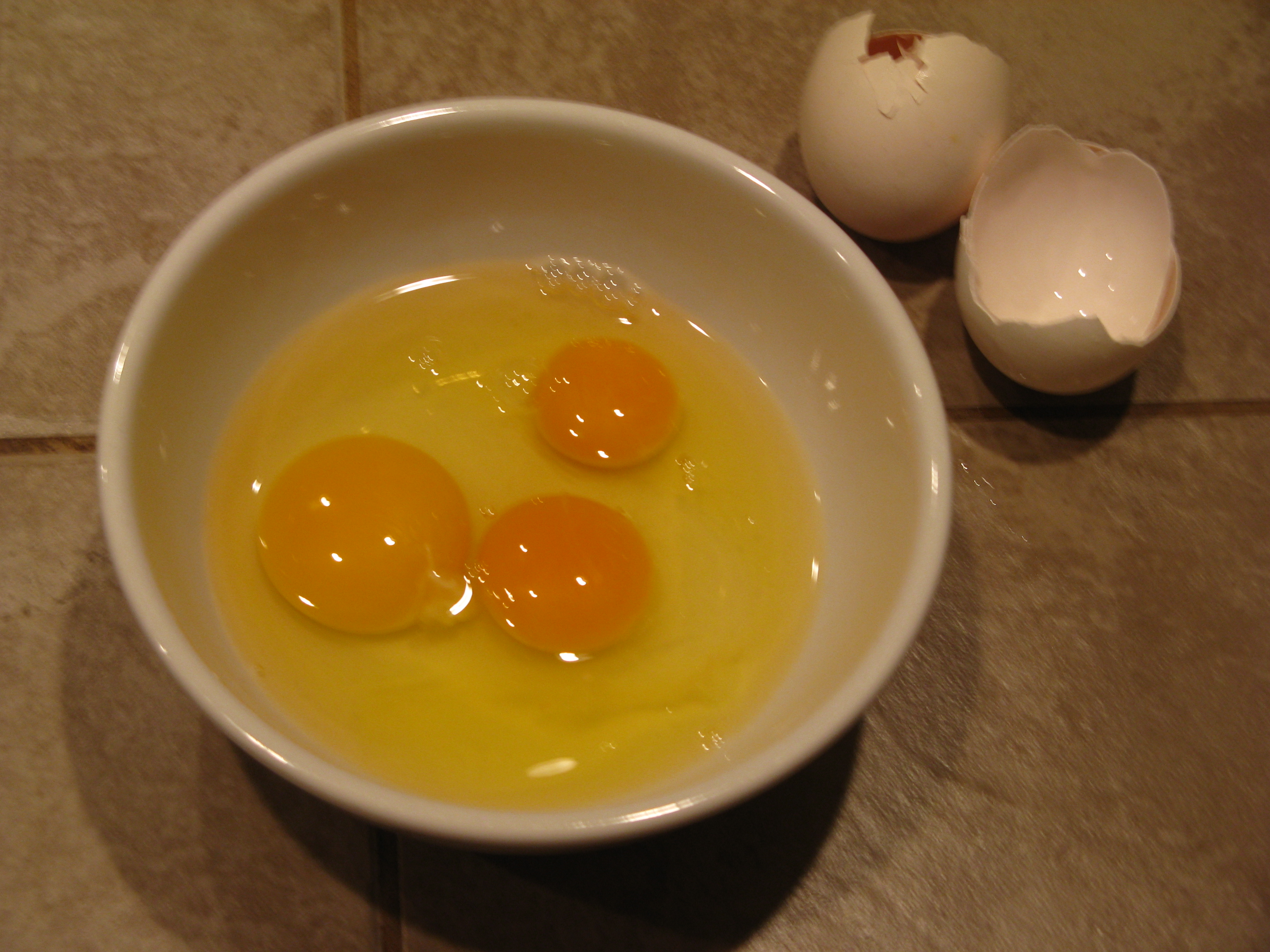

المُحّ (بضم الميم) هو صفار البيض، أما بياض البيض فهو ما يسمى بالزلال فهو يستخدم كمصدر تغذية لنمو الجنين. الصفار مع القرص الرشيمي يشكل خلية وحيدة. صفار البيض محفوظ في مزيج معلق داخل بياض البيض.
الصفار ليس مادة خلية حية مثل البروتوبلازم، ولكنه مادة سلبية إلى حد كبير، أي ديوتوبلازم (Deutoplasm). تُوَفَّر المواد الغذائية وهياكل التحكم المرتبطة بها أثناء تكوّن البويضات. تُخَزَّن بعض المواد بشكل أو بآخر بالشكل الذي يزودها به جسم الأم، جزئيًا كما تُعالَج بواسطة أنسجة مخصصة غير جرثومية في البويضة، بينما يحدث جزء من الاصطناع الحيوي في شكلها النهائي في الخلية البيضية نفسها.

## القيمة الغذائية لصفار بيض الدجاج
يحتوي على 60 سعر حراري تقريبا أي ما يعادل 3 أضعاف المحتوى الحراري لبياض البيض
4.51 غرام دهون و
2.7 غرام بروتين و
0.61 غرام كربوهيدرات و210 ملغرام كوليسترول لذلك يجب على من يعاني من ارتفاع الكوليسترول تجنب صفار البيض.
كما يحتوي على جميع الفيتامينات الذائبة في الدهن وهن :K,E,D,A ويعتبر صفار البيض من المصادر الطبيعية لفيتامين د
كذلك الأحماض الدهنية المشبعة وغير المشبعة.

### بروتينات صفار البيض
بروتينات صفار البيض المختلفة لها أدوار مميزة. الفوسفيتينات مهمة في عزل الكالسيوم والحديد والكاتيونات الأخرى للجنين النامي. الفوسفيتينات هي واحدة من أكثر البروتينات فسفرة (10٪) في الطبيعة. يوفر التركيز العالي لمجموعات الفوسفات مواقع ربط معادن فعّالة في مجموعات. تشارك الليبوفيتيلينات في تخزين الدهون والمعادن، وتحتوي على خليط غير متجانس من حوالي 16٪ دهون غير مرتبطة تساهمية، ومعظمها عبارة عن فوسفوليبيد. يحتوي الليبوفيتيلين 1 على سلسلتين، وهما (LV1N) و (LV1C).

## لون صفار البيض

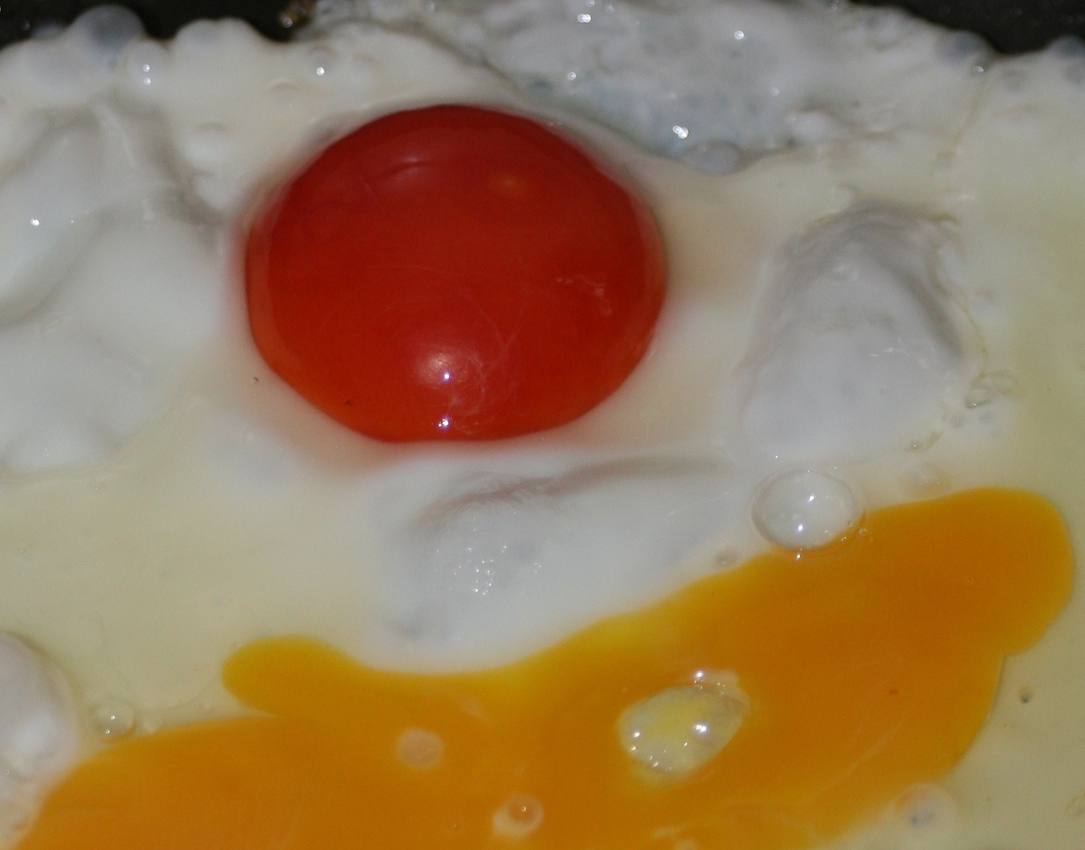
بيضة دجاج مقلية مع صفار أحمر.

يتأثر لون صفار البيض بشكل مباشر بتركيب علف الدجاج. يكون لون صفار البيض بشكل عام أكثر إصفرارًا عند إعطائه علفًا يحتوي على مكون كبير من أصباغ صفراء قابلة للذوبان في الدهون، مثل الكاروتين في مادة نباتية خضراء داكنة، كالبرسيم. على الرغم من التركيز الشديد على لون صفار البيض، إلا أنه لا يعكس بشكل موثوق القيمة الغذائية للبيضة. على سبيل المثال، بعض الأصباغ الطبيعية التي تنتج لون صفار غني هي الزانثوفيل هي بدون قيمة غذائية كبيرة، بدلاً من الكاروتينات التي تعمل كبروفيتامين أ في الجسم. أيضًا، يمكن لنظام غذائي غني بفيتامين أ نفسه، ولكن بدون بروفيتامينات أ أو زانثوفيل، أن ينتج صفارًا عديم اللون عمليًا يكون مغذيًا تمامًا مثل أي صفار غني بالألوان.
يمكن أن يكون صفار البيض، خاصةً من بيض النطاق الحر (Free-range eggs)، من مجموعة واسعة من الألوان، تتراوح من الأبيض تقريبًا إلى الأصفر والبرتقالي إلى الأحمر عمليًا أو حتى الأخضر الزيتوني، اعتمادًا على الأصباغ الموجودة في العلف. يؤدي إطعام الطيور بكميات كبيرة من الفلفل الحار، على سبيل المثال، إلى ظهور صفار أحمر أو برتقالي عميق. هذا ليس له علاقة بإضافة الألوان مثل القرمزي إلى البيض في الطهي.

## البيض ذو الصفارين
يحدث إنتاج البيض بصفارين حينما تتم عملية الاباضة عند الدجاجة بسرعة كبيرة، كما أن بعض السلالات المهجنة تنتج بيضا بصفارين بشكل رئيسي.

## معرض صور

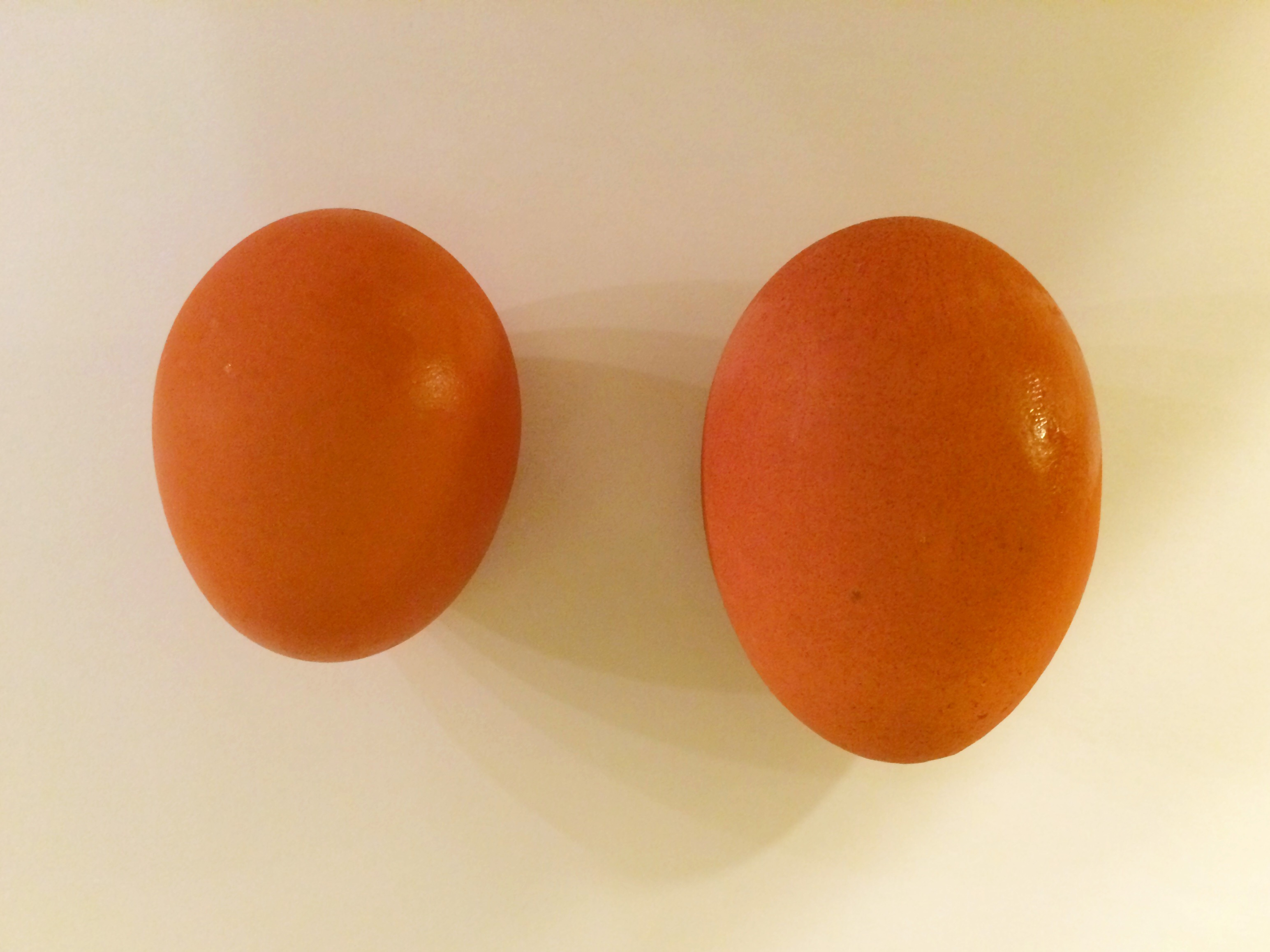
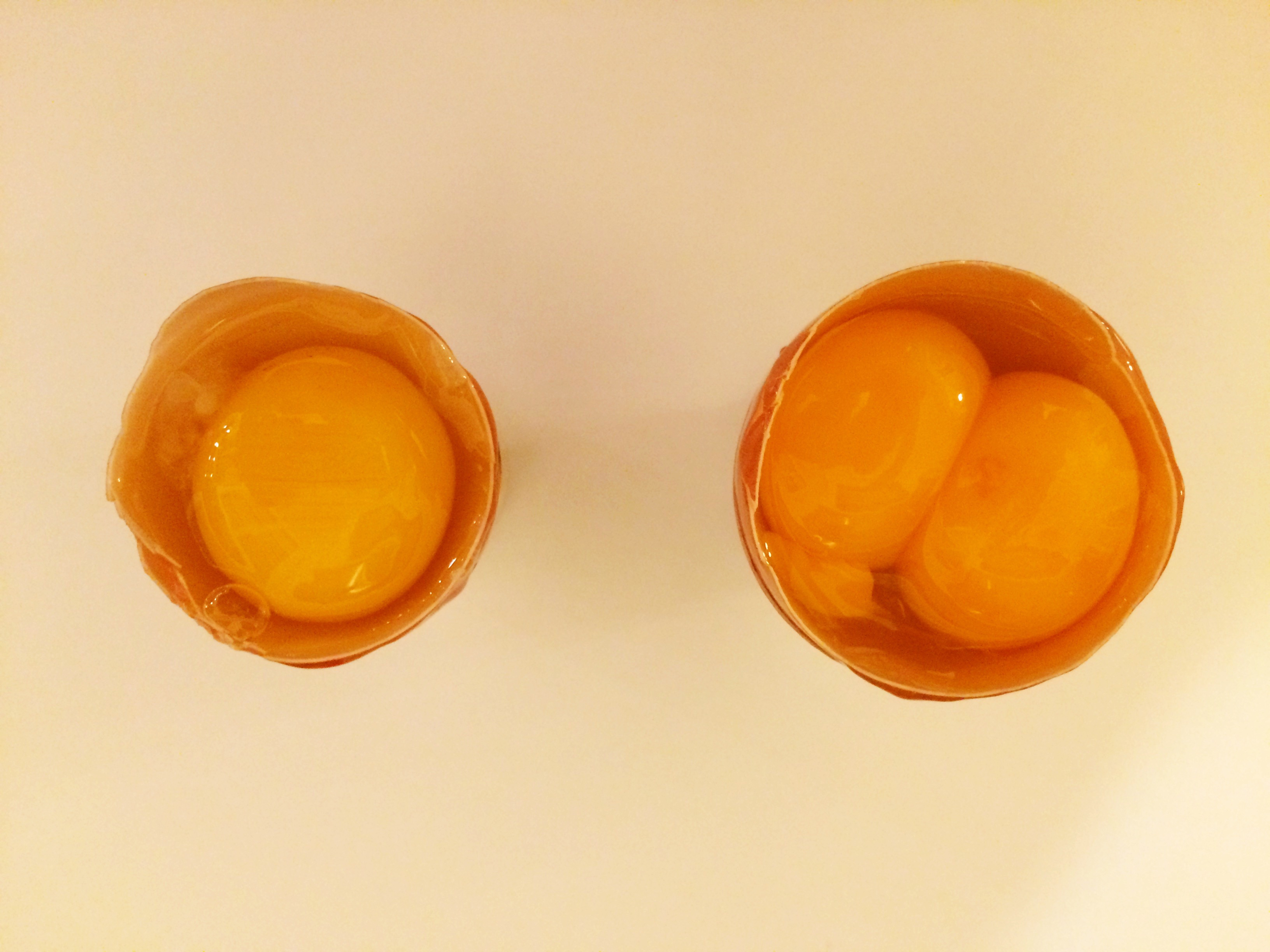
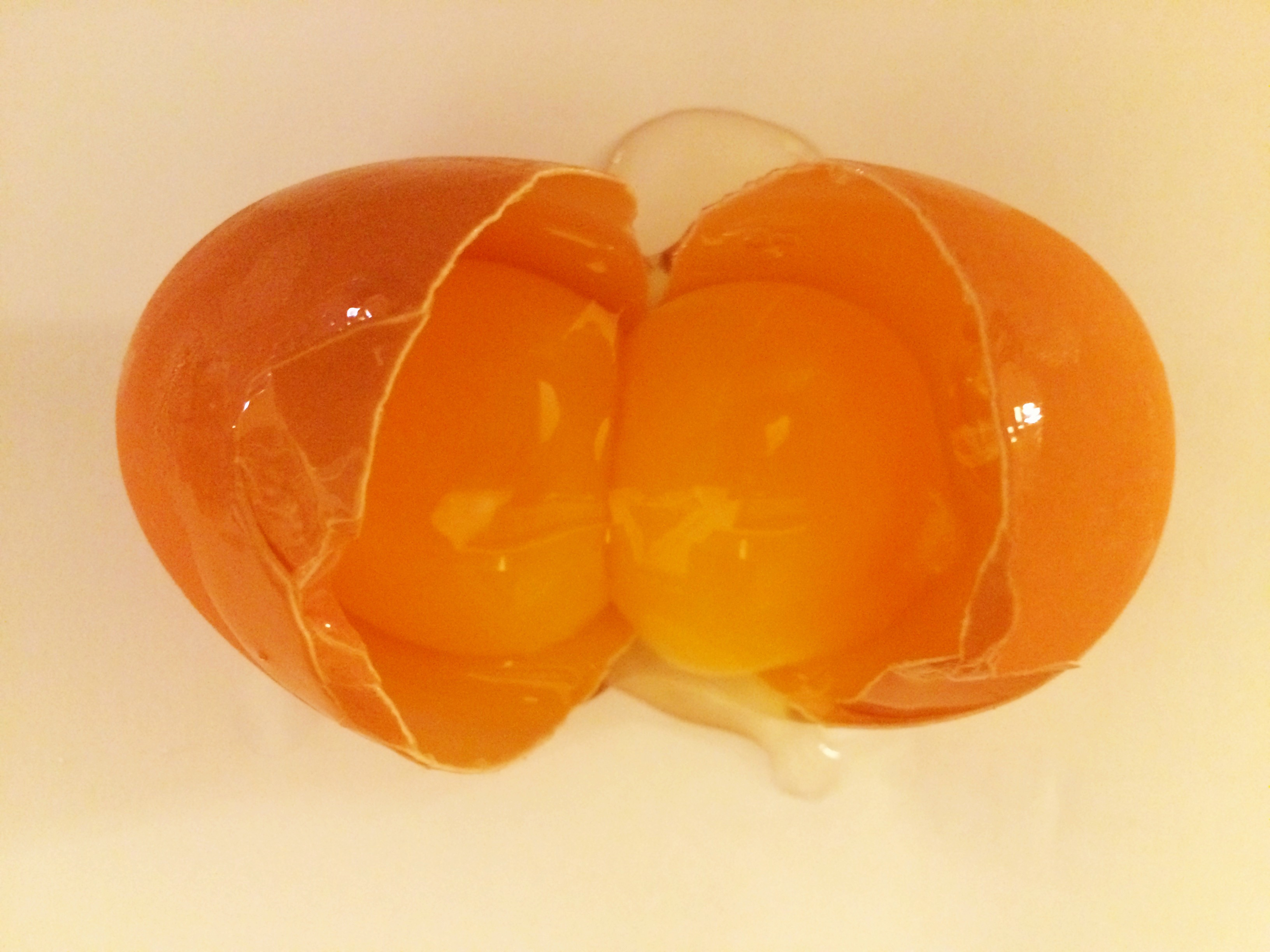